# Phường 4, thị xã Cai Lậy
Phường 4 là một phường thuộc thị xã Cai Lậy, tỉnh Tiền Giang, Việt Nam.

## Địa lý
Phường 4 nằm ở trung tâm thị xã Cai Lậy, có vị trí địa lý:
- Phía đông giáp phường Nhị Mỹ
- Phía tây và phía bắc giáp Phường 1
- Phía nam giáp Phường 5 và xã Long Khánh.

Phường 4 có diện tích 2,04 km², dân số năm 2013 là 6.039 người, mật độ dân số đạt 2.960 người/km².

## Hành chính
Phường 4 được chia thành 3 khu phố: 1, 2, 3.

## Lịch sử
Phường 4 được thành lập vào ngày 26 tháng 12 năm 2013 trên cơ sở điều chỉnh 85,57 ha diện tích tự nhiên, 4.858 người của thị trấn Cai Lậy và 118,17 ha diện tích tự nhiên, 1.181 người của xã Nhị Mỹ.
Sau khi thành lập, phường có 203,74 ha diện tích tự nhiên và 6.039 nhân khẩu.